# Lettonia all'Eurovision Choir
La Lettonia ha partecipato all'Eurovision Choir of the Year nel 2017, insieme ad altre 8 nazioni aspiranti.
L'emittente televisiva lettone LTV è responsabile per le partecipazioni alla competizione corale.

## Partecipazioni
- Primo posto
- Secondo posto
- Terzo posto

| Anno | Coro                            | Lingua  | Brano/i                                   | Posizione |
| ---- | ------------------------------- | ------- | ----------------------------------------- | --------- |
| 2017 | Spīgo                           | Lettone | Grezna saule debesīs Es čigāna meita biju | 3°        |
| 2019 | Babite Municipality Mixed Choir | Lettone | Pērkontēvs Come, God!                     | 2°        |

## Direttori
Le persone che hanno condotto i cori durante la manifestazione:
- 2017: Līga Celma-Kursiete
- 2019: Jānis Ozols

## Città ospitanti
| Anno | Città | Luogo      | Presentatori                  |
| ---- | ----- | ---------- | ----------------------------- |
| 2017 | Riga  | Arena Riga | Eric Whitacre e Eva Johansone |